# Municipio de Baldwin (Pensilvania)
El municipio de Baldwin (en inglés: Baldwin Township) es un municipio ubicado en el condado de Allegheny en el estado estadounidense de Pensilvania. En el año 2000 tenía una población de 2244 habitantes y una densidad poblacional de 1601.9 personas por km².

## Geografía
El municipio de Baldwin se encuentra ubicado en las coordenadas 40°22′00″N 79°58′59″O / 40.36667, -79.98306.

## Demografía
Según la Oficina del Censo en 2000 los ingresos medios por hogar en la localidad eran de $45 071 y los ingresos medios por familia eran $52 200. Los hombres tenían unos ingresos medios de $38 750 frente a los $29 342 para las mujeres. La renta per cápita para la localidad era de $20 918. Alrededor del 4,7% de la población estaban por debajo del umbral de pobreza.